# Смит, Джек (режиссёр)
Джек Смит (англ. Jack Smith; 14 ноября 1932 — 25 сентября 1989) — американский художник, кинорежиссёр
, перформер, актёр экспериментального кино и театра, пионер независимого кино.
Чаще всего художник называется отцом американского перформанса, а также был отмечен критиками как важный художник, работающий с фотографией, хотя сохранилось очень мало его фотографических работ и они малоизвестны.

## Жизнь и карьера
Смит вырос в Техасе, где он в 1952 году снял свой первый фильм Buzzards over Baghdad. Художник переехал в Нью-Йорк в 1953 году.
Самым известным (и, возможно, самым скандальным) фильмом, снятым Смитом, является работа Flaming Creatures (1963). Он представляет собой пародию на голливудское кино категории В и также является своеобразным посвящением актрисе Марии Монтес, которая участвовала во многих таких фильмах. Власти расценили некоторые его сцены как порнографию. Копии фильма изымались после премьеры и по факту он был запрещен (с технической точки зрения работа по сей день остается недоступной). Кроме того она приобрела дурную славу после того, как часть отснятого материала демонстрировалась на слушаниях в Конгрессе и упоминалась в речи правого депутата Сторма Тормонда, протестующей против порнографии.
Следующая работа Смита Normal Love стала единственной его практически полнометражной картиной (фильм длится 120 минут), в ней приняло участие множество звезд независимой сцены, включая Mario Montez, Diane di Prima, Tiny Tim, Francis Francine, Beverley Grant, John Vaccaro и другие. Все остальное его наследие состоит, в основном, из коротких работ, многие из которых никогда не показывались в кинотеатрах, но участвовали в перформансах и постоянно переделывались для совсем уж неожиданных целей (включая фильм Normal Love).
Кроме своих собственных работ Смит также участвовал как актер и в других фильмах. Он играл роль в неоконченных фильмах Энди Уорхола Batman Dracula, у Кена Джейкобса в Blonde Cobra, а также принимал участие в нескольких театральных постановках Роберта Уилсона.
Смит также работал в качестве фотографа и основал студию Hyperbole в Нью-Йорке. В 1962 художник выпустил The Beautiful Book, представлявшую собой книгу портретов художников из Нью Йорка. Книга была переиздана в 2001 году.
После своего последнего фильма, No President (1967), Смит работал в жанре перформанс и с экспериментальным театром вплоть до своей смерти в сентябре 1989 года от пневмонии, вызванной ВИЧ.
В 1978 году Sylvère Lotringer выпустил тринадцатистраничное интервью со Смитом, сопровожденное фотографиями, в издательстве отделения философии Колумбийского Университета, которое называлось Schizo-Culture: The Event, The Book.

## Творчество
Смит был одним из создателей эстетики, названной впоследствии кэмп или трэш, используя низкобюджетные технологии производства фильмов для создания визуальной вселенной, в значительной степени повлиявшей на Голливуд, а его фильм Flaming Creatures создал современную эстетику драг-культуры.
К творчеству Смита обращались такие художники как Лори Андерсон, Синди Шерман, Майк Келли, Мэтью Барни, фотограф Нан Голдин, музыканты Джон Зорн, Лу Рид и театральный режиссер Роберт Уилсон.

### Книги Смита
- 1960 16 Immortal Photos
- 1962 The Beautiful Book (dead language press, republished 2001 Granary Books)

### Фильмография
Режиссёрские работы Джека Смита
- 1952: Buzzards Over Baghdad[4]
- 1961: Scotch Tape
- 1963: Flaming Creatures (b/w, 46 min.)
- 1963: Normal Love (120 min.)
- 1967: No President (a/k/a The Kidnapping of Wendell Wilkie by The Love Bandit, ca. 50 min.)

Актёрские работы Джэка Смита
- 1960: In Ken Jacobs’s Little Stabs at Happiness.[4]
- 1963: In Jacobs’s Blonde Cobra
- 1963: In Ron Rice’s Queen of Sheba Meets the Atom Man.[4]
- 1964: In Rice’s Chumlum.[4]
- 1965: In Andy Warhol's Camp
- 1966: In Warhol’s Hedy (a/k/a Hedy the Shoplifter) starring Mario Montez and Mary Woronov,
- 1974: In Ted Gershunny’s Silent Night, Bloody Night starring Mary Woronov, Patrick O’Neal, John Carradine, Candy Darling, Ondine, and[Tally Brown
- 1989: In Ari Roussimoff (Frankenhooker)'s Shadows in the City[4]

About Jack Smith
- 2006: Jack Smith and the Destruction of Atlantis Documentary written, directed, and co-produced by Mary Jordan.[4]